# Manden med de gyldne ører
Manden med de gyldne ører er en dansk satirisk drama-komedie serie på otte afsnit, der første gang blev sendt søndag den 1. november 2009 på DR HD, og efterfølgende den 4. november 2009 på DR2. Den er skrevet og instrueret af Michael Spooner og Simon Bonde, og produceret af Tomas Radoor og René Ezra for Nordisk Film.
Serien følger pladeselskabsmanden Jakob Deleuran (Nikolaj Steen) der prøver på at finde nye talenter der kan rede pladeselskabet Global Records skrantende økonomi – efter at konkurrenten Allan "Numsen" Thorsen (Lars Ranthe) er løbet med hans hidtil største succes for øjnene af ham – samtidig med hans nye og strenge chef Trisse Tiesgaard (Kaya Brüel) sætter begrænsninger for ham. Alt dette imens han også skal håndtere sin nyligt konfirmerede teenagedatter.